# ゴレブカ (小惑星)
ゴレブカ（もしくはゴレフカ、6489 Golevka）は、アポロ群の小惑星。1991年にパロマー天文台で発見された。
1995年6月に当時まだ正式な名前がなかったこの小惑星が地球へ接近した時、アメリカ合衆国のゴールドストーン（ゴールドストーン天文台）、ウクライナのエウパトリア、そして日本の鹿島（鹿島宇宙通信センター）にある電波望遠鏡が共同でレーダー観測を行った。これはゴールドストーンから小惑星に向けて電波を発信し、反射波を他の二ヶ所で受信するものだった。
小惑星は、観測が行われた三ヶ所の地名からそれぞれ数文字を取って (Goldstone, Evpatoria, Kashima)、翌1996年1月にゴレブカと命名された。
ゴレブカは奇妙な角張った姿をしていて、どの方向から見ても異なる形に見える。2003年、レーダー観測の結果からヤルコフスキー効果が初めて確認された。
21世紀中にゴレブカは3回地球へ接近する。その年と距離は2046年 (0.05 AU)、2069年 (0.1 AU)、そして2092年 (0.11 AU) である。